# Triunghiul de Vară

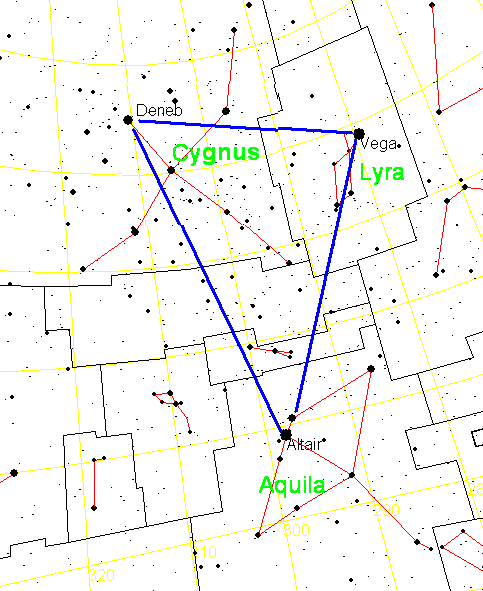
Triunghiul de vară

Triunghiul de Vară este un asterism astronomic din emisfera nordică cerească delimitat de trei stele: Vega, Altair și Deneb, cele mai luminoase stele din contelațiile Vulturul, Lebăda și Lira.

## Stelele Triunghiului de Vară
| Nume   | Constelație | Magnitudine aparentă | Luminozitate (&timp; solar) | Tip spectral | Distanță (an-lumină) |
| ------ | ----------- | -------------------- | --------------------------- | ------------ | -------------------- |
| Vega   | Lira        | 0,03                 | 52                          | A0           | 25                   |
| Deneb  | Lebăda      | 1,25                 | 70000                       | A2           | 1550                 |
| Altair | Vulturul    | 0,77                 | 10                          | A7           | 16,6                 |